# (1416) Renauxa
(1416) Renauxa ist ein Asteroid des Hauptgürtels, der am 4. März 1937 vom französischen Astronomen Louis Boyer in Algier entdeckt wurde.
Der Asteroid trägt den Namen von P. Renaux, einem französischen Assistenz-Astronomen an der Sternwarte in Algier.